# Littérature médiévale
 (septembre 2023).

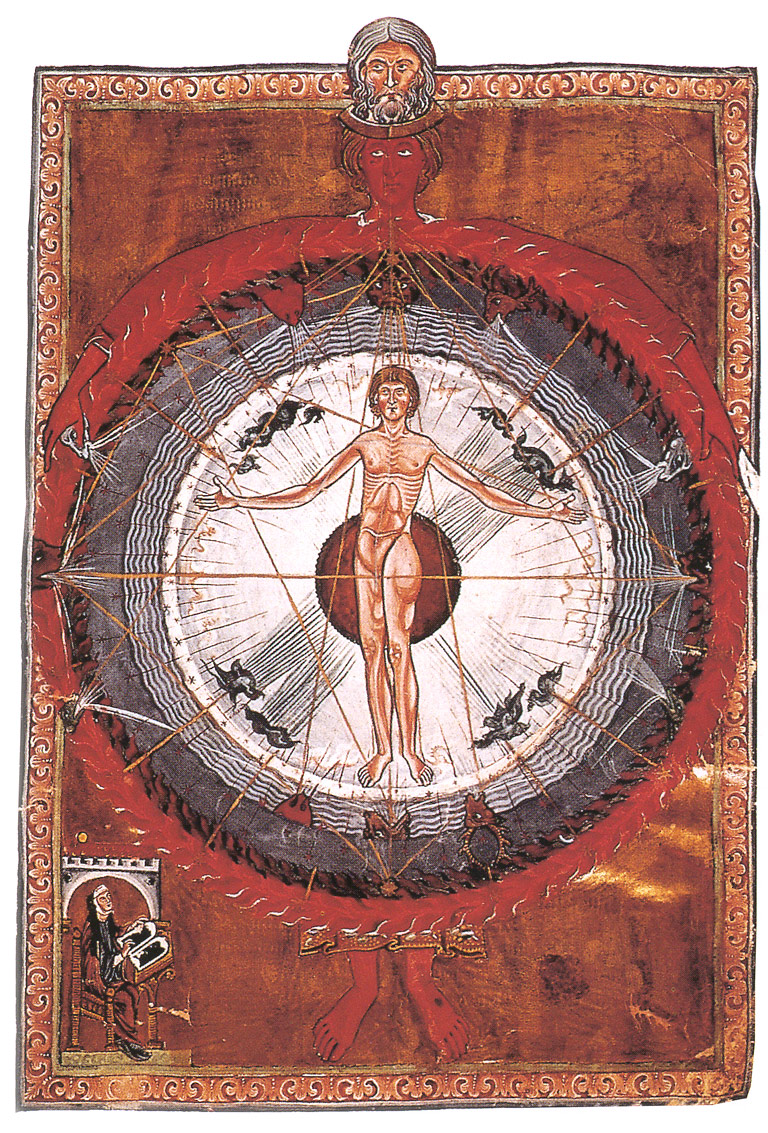
Miniature du manuscrit du Liber Divinorum Operum d'Hildegarde von Bingen (XIII).

On appelle littérature médiévale l'ensemble des œuvres littéraires produites en Occident au cours du Moyen Âge (sur la dizaine de siècles qui s'étend de la chute de l'Empire romain — fin du Ve siècle — au début de la Renaissance florentine — fin du XVe siècle).

## Présentation
La littérature du Moyen Âge est d'abord celle de l'élite féodale et reflète ses idéaux : piété, fidélité et bravoure. Le système féodal structure alors la société et se reflète dans la littérature : les scènes de guerres y sont nombreuses, la foi chrétienne omniprésente. Néanmoins, à partir de la fin du XIIe siècle, les bourgeois obtiennent, grâce à l'essor de la manufacture, des privilèges économiques et juridiques qui concurrencent les pouvoirs seigneuriaux. On voit apparaître alors de nouvelles formes, plus satiriques comme dans le Roman de Renart, ou plus lyriques comme dans la poésie des XIVe et XVe siècles, héritière de la poésie courtoise.

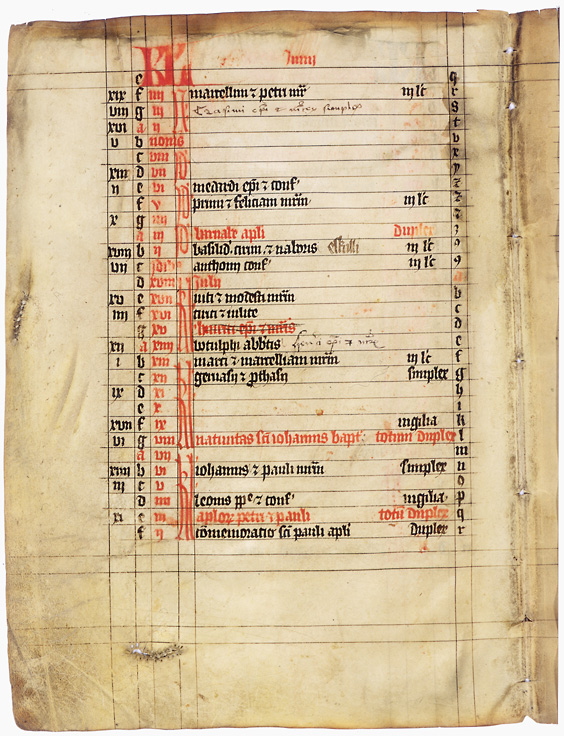
Calendrier des saints, manuscrit d'origine finnoise.

La plupart des auteurs de cette époque nous sont inconnus ; cet anonymat n'est pas simplement causé par le manque de documents disponibles pour la période, mais aussi par une conception du rôle de l'auteur qui diffère totalement de la conception romantique actuelle. Les auteurs médiévaux se réfèrent très souvent aux antiques et aux Pères de l'Église, et tendent plus à remettre en forme ou à embellir les histoires déjà lues ou entendues qu'à en inventer de nouvelles. Même lorsqu'ils le font, ils attribuent fréquemment leur œuvre à un tiers illustre ou imaginaire. On ignore ainsi les noms des auteurs de nombreuses œuvres importantes, notamment pour le Haut Moyen Âge. Le nom des auteurs commence à intéresser le public seulement à partir du XIIe siècle.
Dans leur majorité, les textes conservés sont éloignés de la version originale de l'œuvre, parce qu'ils représentent soit la transcription des textes déclamés ou chantés, soit la copie des textes déjà transcrits. Au cours de la diffusion orale d'une œuvre, la « fidélité » à l'auteur, le plus souvent anonyme, reste très aléatoire. D'autre part, les copistes des monastères se permettent des modifications où bon leur semble. Une fois créés, les textes restent donc ouverts : chaque nouveau conteur ou copiste devient coauteur en les modifiant selon ses propres goûts ou les goûts du jour.
La littérature médiévale a une réputation médiocre aux XVIe et XVIIe siècles. Au cours de la Renaissance par exemple, elle est traitée de « ténébreuse », d'« obscurantiste », de « barbare ». Au XIXe siècle, les Romantiques la redécouvrent, et l'apprécient à sa juste valeur. Aujourd'hui elle continue d'être lue et réinterprétée. Les mythes qu'elle a créés sont toujours source d'inspiration, comme celui de Tristan et Iseut, fondateur de la conception de l'amour occidental.

## Langues

### Langues savantes

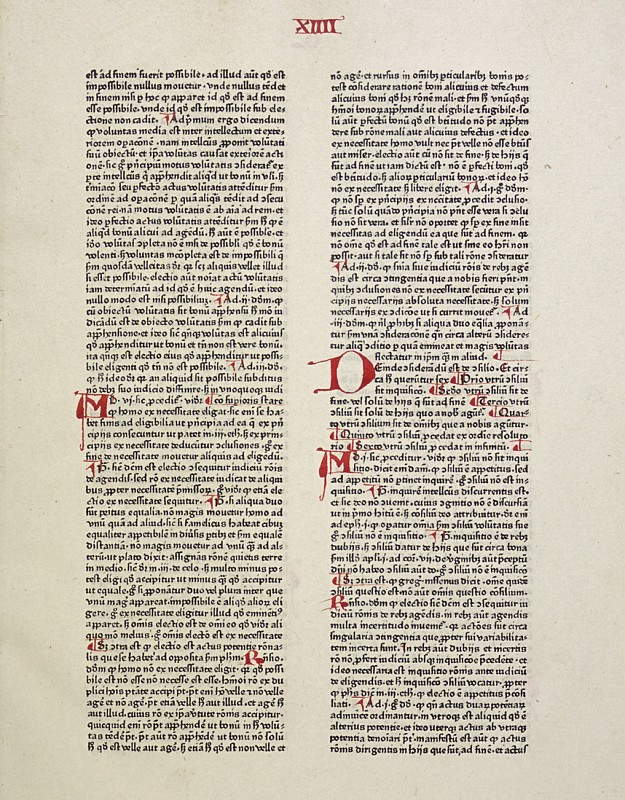
Somme théologique de Thomas d'Aquin.

Le latin, langue de l'Église catholique qui domine l'Europe occidentale et centrale et représente pratiquement la seule source d'éducation, est une langue répandue pour les écrits médiévaux, même dans les régions qui n'avaient jamais été romanisées. Cependant, en Europe orientale, l'influence de l'Empire byzantin et de l'Église orthodoxe font du grec et du slavon les langues dominantes.

### Langues populaires
Les gens du peuple continuent d'utiliser leurs langues vernaculaires respectives, en évolution. Celles-ci se retrouvent dans un nombre d'œuvres grandissant, par exemple la Chanson de Roland (ancien français), le Beowulf (vieil anglais), la Chanson des Nibelungen (moyen haut-allemand) ou le Digénis Akritas (grec médiéval). Bien que ces épopées soient généralement considérées comme l'œuvre d'un seul auteur (souvent inconnu, voir ci-dessous), elles sont basées sur des récits issus de traditions orales plus anciennes, comme pouvaient l'être par exemple les épopées grecques archaïques du Cycle troyen. Ainsi, les traditions celtiques survivent dans les lais de Marie de France, le Mabinogion et le cycle arthurien.
Si les langues vernaculaires sont surtout utilisées par les gens du peuple, on peut déjà constater parmi la noblesse des écrits tant en latin que dans ces langues régionales. C'est notamment le cas des écrits de Marguerite d'Oingt au XIIIe siècle.

## Typologie des œuvres

### Œuvres religieuses

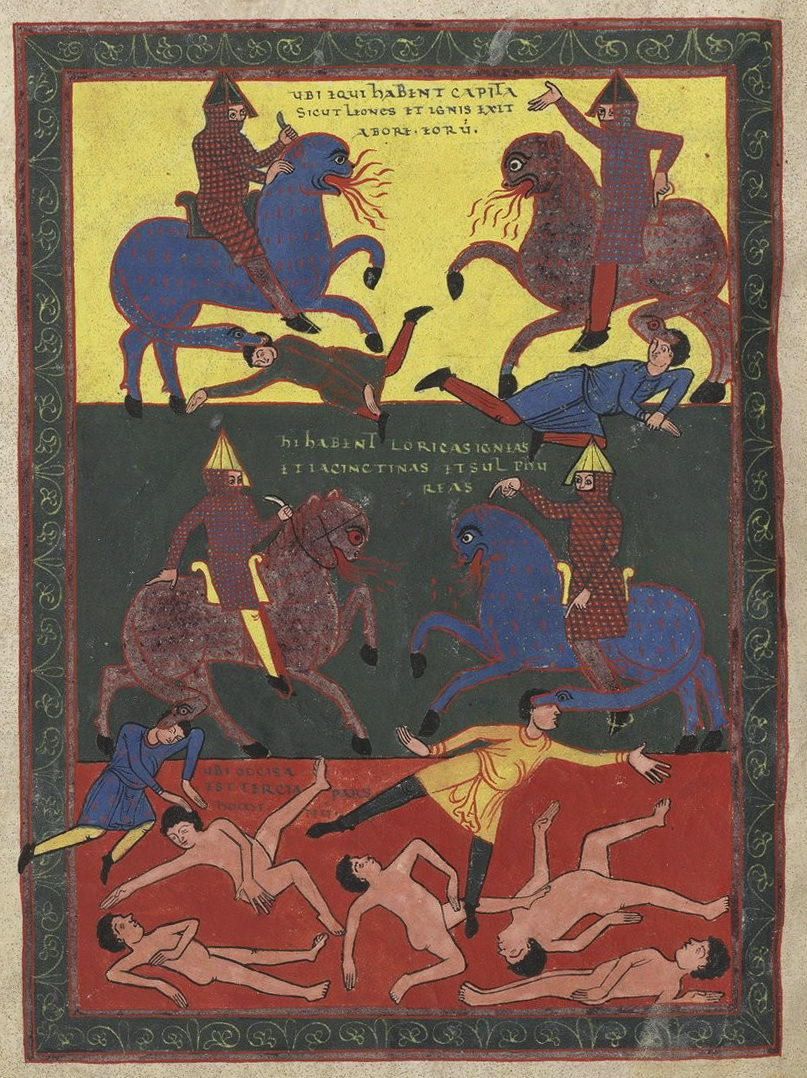
Chevaux à têtes de lions, Apocalypse de Saint-Sever (XIe siècle).

Les travaux théologiques représentent la majorité des ouvrages que l'on peut trouver dans les bibliothèques au cours du Moyen Âge. De fait, la vie intellectuelle est organisée par la religion chrétienne, la littérature d'inspiration religieuse est donc la plus abondante. D'innombrables hymnes de cette période nous sont parvenus (tant liturgiques que paraliturgiques). La liturgie elle-même n'a pas de forme fixée, et nous possédons de nombreux missels qui témoignent de conceptions particulières de l'ordre la messe par exemple.
De grands maîtres penseurs tels que Thomas d'Aquin, Pierre Abélard et Anselme de Cantorbéry écrivent de longs traités théologiques et philosophiques, où ils s'efforcent souvent de réconcilier l'héritage des auteurs païens antiques et les doctrines de l'Église. On conserve aussi de cette époque de nombreuses hagiographies, ou « vie des saints », qui permettent de propager la foi chrétienne et sont très prisées du public : la Légende dorée de Jacques de Voragine atteint en son temps une telle popularité que, par comparaison, elle est plus lue que la Bible.
François d'Assise est un poète prolifique, et ses successeurs franciscains écrivent souvent eux-mêmes des poèmes, comme un témoignage de foi. Le Dies iræ et le Stabat Mater sont deux des textes latin religieux les plus marquants. La poésie goliardique (quatrains de vers satiriques) est utilisée par certains clercs pour exprimer leurs contestations.
Les seuls écrits religieux répandus qui ne sont pas produits par des clercs sont les mystères : ce théâtre religieux, composé d'une succession de tableaux bibliques, est le fait de troupes d'amateurs. Le texte de ces pièces est souvent contrôlé par des guildes locales, et des mystères sont régulièrement représentés les dimanches et jours de fêtes, qui peuvent durer toute une journée jusque tard dans la nuit.
Au cours du Moyen Âge, les populations juives d'Europe fournissent également un grand nombre d'auteurs remarquables. Parmi les plus connus et les plus influents, on peut citer Maïmonide, originaire de Cordoue, et Rachi, originaire de Troyes.

### Œuvres séculières

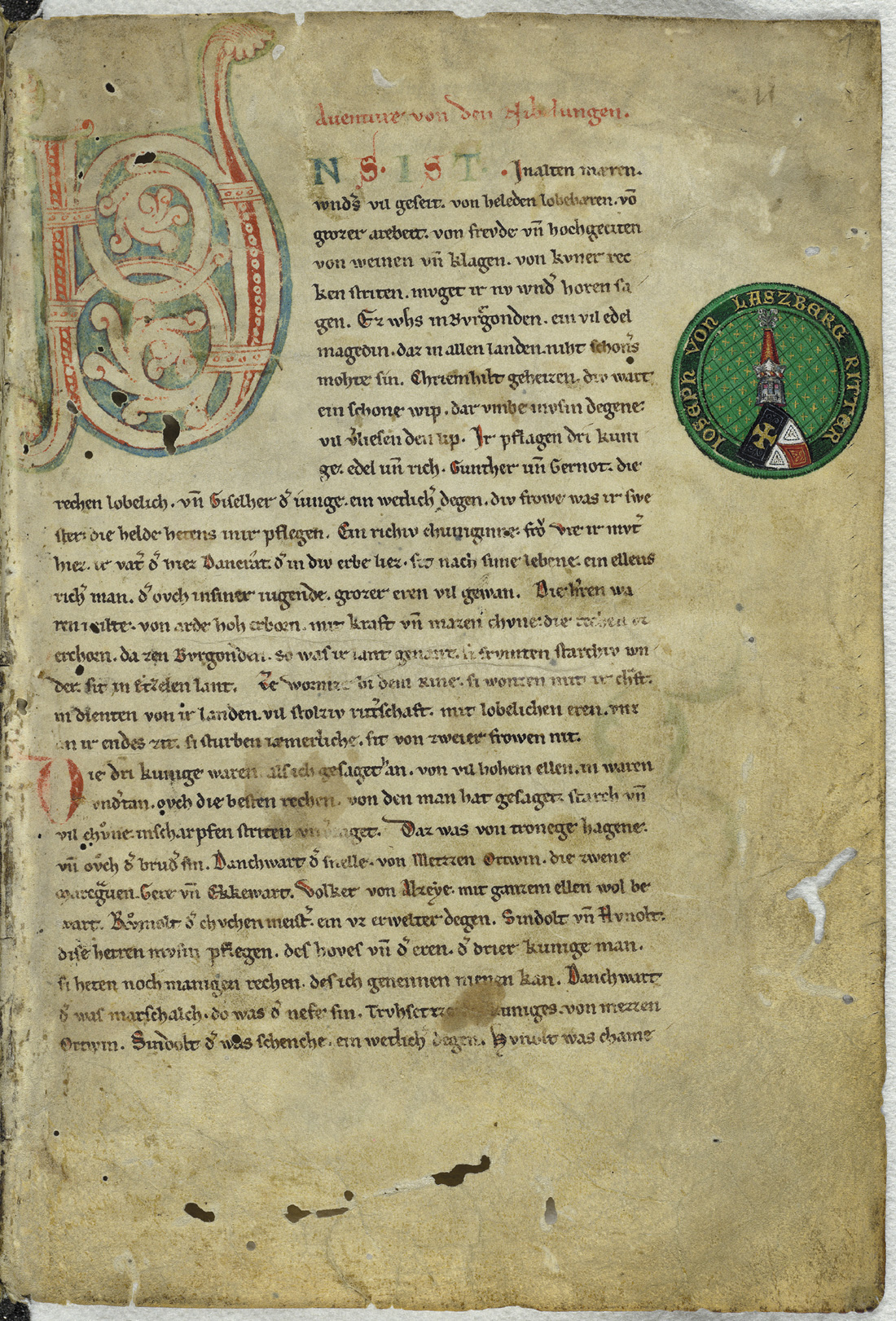
Manuscrit de la Chanson des Nibelungen (v. 1220).

Si elle n'a pas été produite dans les mêmes quantités que la littérature religieuse, la littérature séculière de cette période a néanmoins bien survécu et nous possédons aujourd'hui un riche corpus de textes.
Le sujet de l'amour courtois devient important dès le XIe siècle, particulièrement dans les langues romanes (français, occitan, toscan, galaïco-portugais, castillan et catalan essentiellement) et en grec, où les bardes errants, les troubadours, gagnent leur vie grâce à leurs chansons. Si les œuvres produites par les troubadours sont généralement assez longues, il existe néanmoins certaines formes plus courtes (voir aubade par exemple). En Allemagne, les Minnesänger reprennent la tradition des troubadours.
En plus des épopées de la tradition germanique (comme le Beowulf et les Nibelungenlied), les chansons de geste (la Chanson de Roland ou le Digénis Akritas, qui appartiennent aux traditions de la matière de France et des chansons acritiques respectivement) et les romances courtes dans la tradition du roman courtois qui traitent de la matière de Bretagne et de la matière de Rome atteignent une grande popularité à l'époque. Le roman courtois se démarque de la chanson de geste non seulement par les sujets traités, mais également par l'accent mis sur l'amour et la chevalerie au détriment des actes de bravoure guerrière.
« La littérature comique et parodique médiévale fut extrêmement riche. La profusion et la diversité de ses formes parodiques apparentent le Moyen Âge à Rome [à l'Antiquité reine] [...]. En particulier, la tradition des Saturnales se maintint, sous une forme différente, au long des siècles médiévaux ». « Dès l'aube du Moyen Âge apparaît une suite d'œuvres parodiques remarquables. L'une d'elles est la célèbre Cena Cypriani, « la Cène de Cyprien » [...] Tous les détails de cette œuvre correspondent de manière stricte et précise à l'Écriture [sainte], mais celle-ci est en même temps métamorphosée en carnaval, ou, plus exactement, en Saturnales ». Mikhaïl Bakhtine, auteur de cette analyse donne comme autres exemples le Virgilius Maro Grammaticus ; les pastiches liturgiques (la Liturgie des Ivrognes, la Liturgie des Joueurs...), les hymnes parodiques, la Carmina burana etc..
Il existe aussi une poésie politique, particulièrement vers la fin de cette période, et la forme goliardique est utilisée aussi bien par les auteurs séculiers que par les clercs.
La littérature de voyage est très prisée durant tout le Moyen Âge : les récits fantastiques de terres lointaines (souvent embellis ou entièrement inventés) divertissent une société où les gens, pour la plupart, passent toute leur vie dans la zone où ils sont nés. Les récits de Jean de Mandeville par exemple, traduits en de nombreuses langues, eurent beaucoup d'influence pendant toute la fin du Moyen Âge.
Il faut cependant noter l'importance des pèlerinages à l'époque, particulièrement celui de Saint-Jacques-de-Compostelle, comme en témoigne Les Contes de Canterbury de Geoffrey Chaucer.

### Littérature féminine

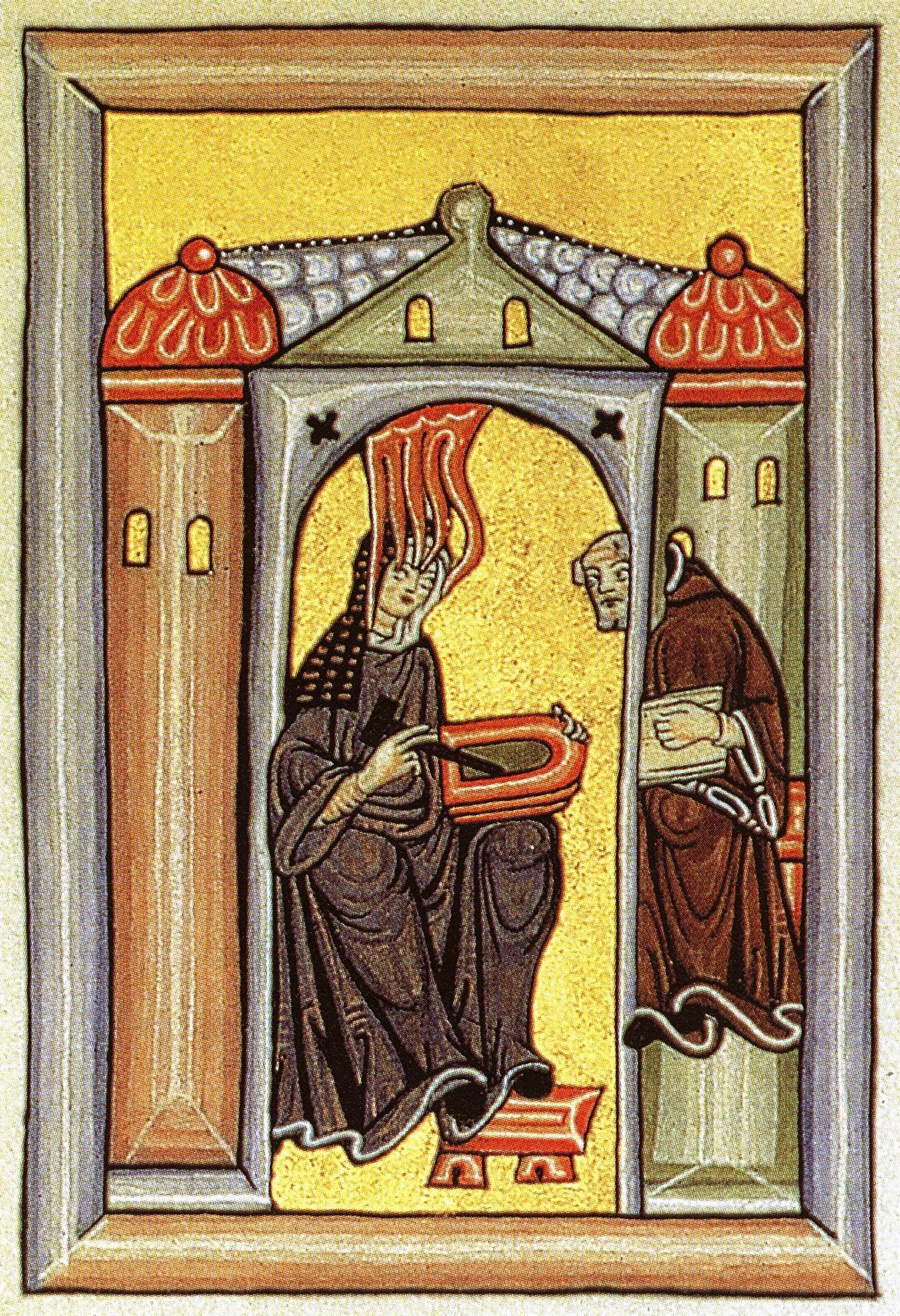
Hildegarde de Bingen recevant l'inspiration divine, manuscrit médiéval.

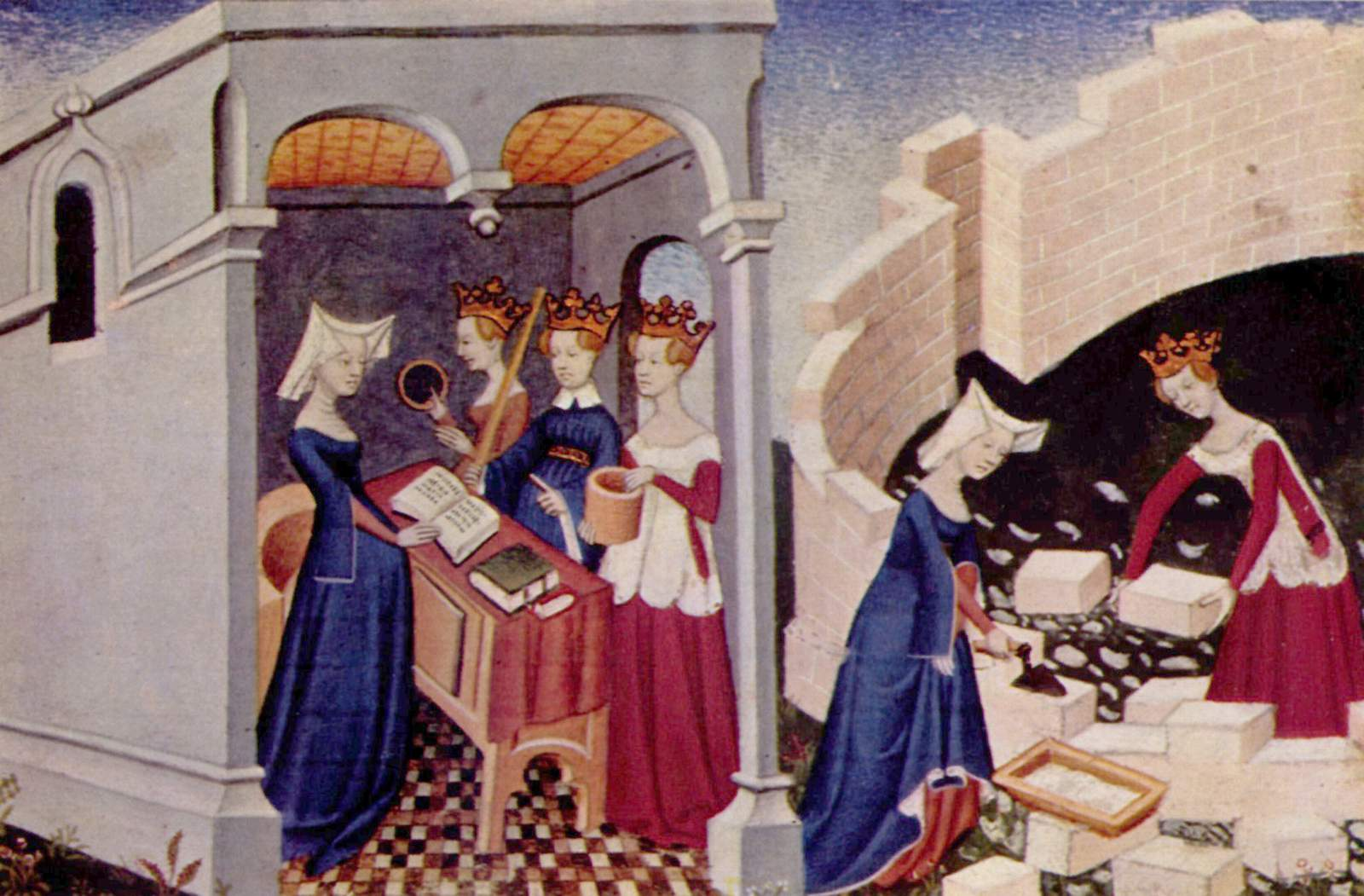
Miniature de La Cité des dames de Christine de Pizan (début du XV).

Bien que les femmes du Moyen Âge n'aient généralement pas eu d'éducation intellectuelle, certaines d'entre elles ont pu faire œuvre littéraire et quelques noms nous sont parvenus. Les écrits religieux ont représenté pour elles la voie la plus courante — certaines femmes ayant publié leurs réflexions, révélations et prières furent ensuite canonisées.
Notre connaissance des femmes au Moyen Âge provient en partie des écrits de nonnes telles que Claire d'Assise, Brigitte de Suède et Catherine de Sienne. Cependant, il est fréquent que les perspectives religieuses des femmes soient jugées non orthodoxes par le clergé, et les visions mystiques d'autrices telles que Julienne de Norwich et Hildegarde de Bingen confrontent les institutions à une expérience inconfortable. L'œuvre de Marguerite Porete finit avec elle sur un bûcher.
Certaines femmes écrivent aussi des œuvres séculières — les écrits de Marie de France et de Christine de Pizan continuent d'être étudiées à la fois pour leur valeur littéraire et poétique et pour l'aperçu qu'ils donnent de la société médiévale.

### Allégorie

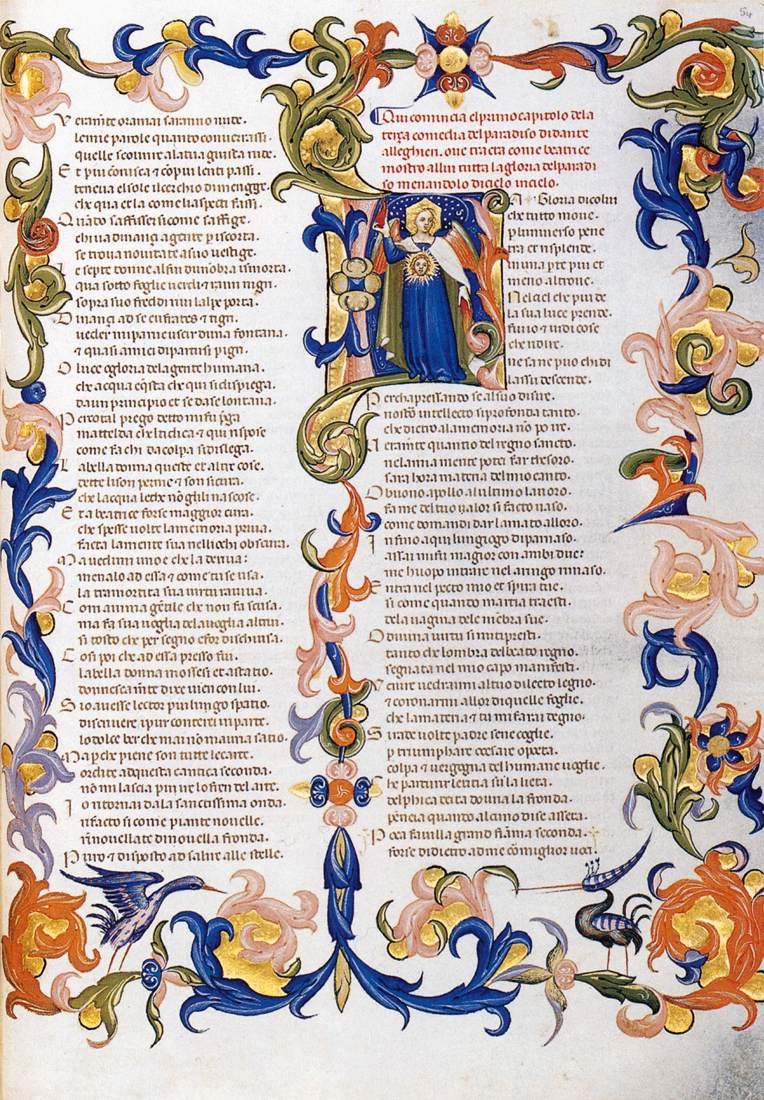
Page de la Divine Comédie de Dante Alighieri (Folio 54r), entre 1386 et 1388.

Parmi les nombreux procédés littéraires que la littérature médiévale met en œuvre, il faut accorder une mention spéciale à l'allégorie qui avait une place éminente pendant cette période.
La plus grande partie de la littérature médiévale reposait sur l'allégorie pour transmettre la morale que l'auteur avait en tête lorsqu'il écrivait — représentations de qualités abstraites, d'événements, et d'institutions forment une part importante de la littérature de cette période.
La première allégorie, celle qui eut le plus d'influence, est la Psychomachie (Combat des Âmes) de Prudence (348 - mort vers 405/410). Elle s'inspirait de la doctrine des quatre sens de l'Écriture. On trouve aussi d'autres exemples comme Le Songe d'Enfer, de Raoul de Houdenc (vers 1165/1170 - mort vers 1230), le Roman de la Rose, la Divine Comédie de Dante Alighieri (1265-1321), Piers Plowman (voir Pierre le laboureur), la Cité des dames de Christine de Pisan (1364- vers 1430), traduite en anglais par Geoffrey Chaucer (vers 1340-1400) qui composa une allégorie originale House of Fame, ou le Roman de Fauvel.

## Genres et formes principaux
- Chanson acritique ;
- Chanson de geste ;
- Hagiographie ;

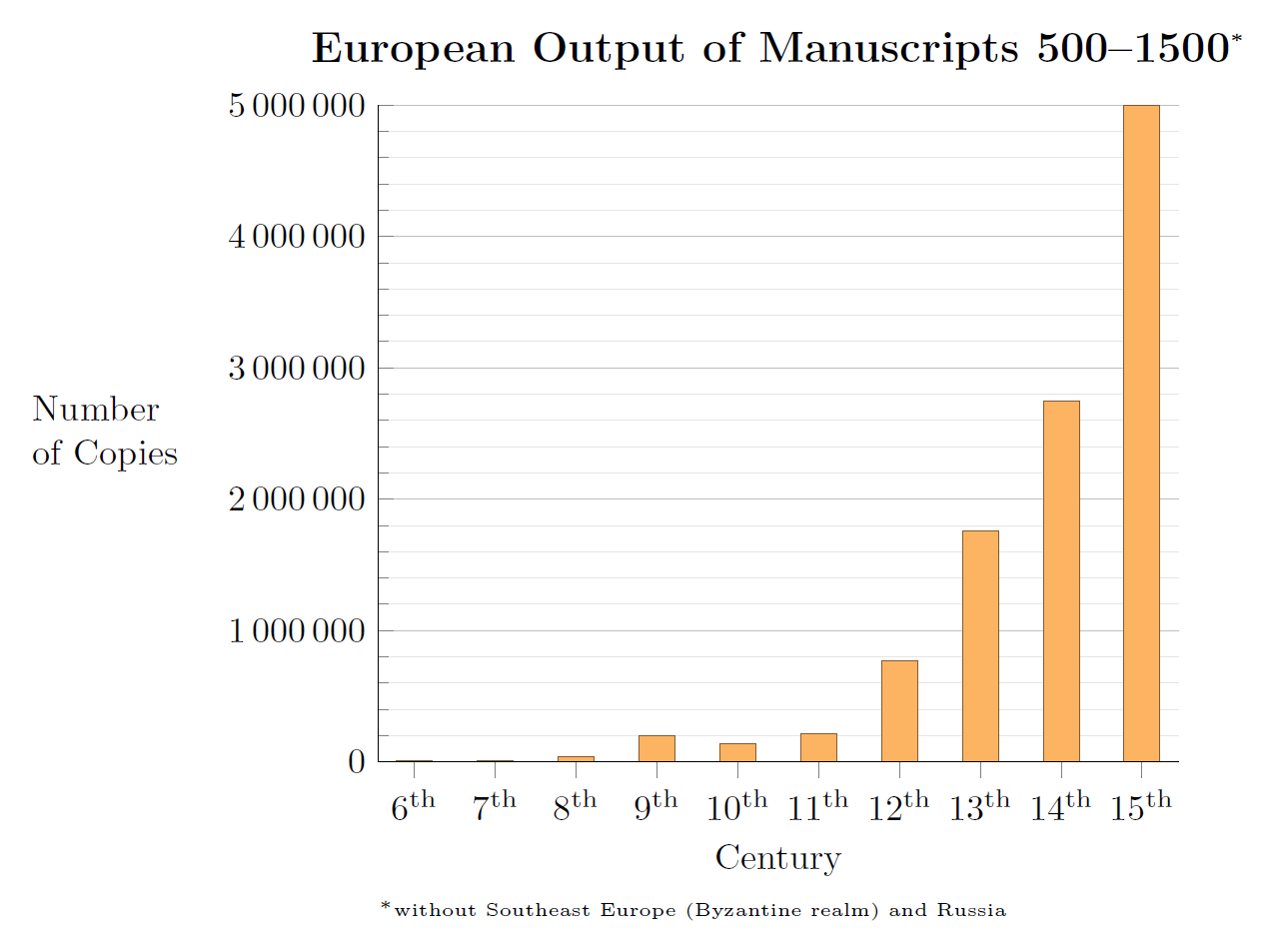
Production des manuscrits médiévaux.

- Littérature bourgeoise : fabliau, sotie, farce et poésie ;
- Littérature courtoise : roman et poésie, miroir, blason ;
- Poésie : lai, virelai, pastourelle, ballade et rondeau ;
- Littérature didactique : isopet ;
- Théâtre : monologue, drame liturgique, miracle, mystère, moralité ;
- Saga ;
- Scolastique ;
- Sermon et sermon joyeux ;
- Chantefable ;
- Littérature française du Moyen Âge, Poésie médiévale française.
- Liste de textes littéraires sur le Moyen Âge